# Тиснення фольгою
Ти́снення фольго́ю — нанесення блискучої металевої фольги у вигляді окремих букв або певних областей на необхідний матеріал. Тиснення фольгою надає ефект сріблення або позолоти, але може бути використана й фольга іншого кольору — червоного, зеленого, синього, жовтого та інших, а також може містити малюнок на самій фользі. По своїй суті тиснення фольгою являє собою процес перенесення на поверхню матеріалу шару металевої фольги.